# Jelovci
Jelovci är en ort i Bosnien och Hercegovina.   Den ligger i entiteten Republika Srpska, i den sydöstra delen av landet, 20 km öster om huvudstaden Sarajevo. Jelovci ligger 923 meter över havet och antalet invånare är 134.
Terrängen runt Jelovci är kuperad. Runt Jelovci är det ganska tätbefolkat, med 67 invånare per kvadratkilometer.. Närmaste större samhälle är Sarajevo, 19,6 km väster om Jelovci. 
I omgivningarna runt Jelovci växer i huvudsak blandskog.